# Futterkamp
Futterkamp ist ein Dorf der Gemeinde Blekendorf in Schleswig-Holstein.
Heute befindet sich auf dem Gelände das Lehr- und Versuchszentrum (LVZ) Futterkamp eine Einrichtung für Tierproduktion und landwirtschaftliches Bauen der Landwirtschaftskammer Schleswig-Holstein. Auch die Landesberufsschule für Pferdewirte und Pferdewerker aus Schleswig-Holstein und Hamburg, eine Außenstelle der Beruflichen Schule Plön, hat hier ihren Sitz. Seit 2010 gibt es in Futterkamp einen 16 ha großen Freizeitpark, der als Erlebnisgarten (Schwerpunkt: regionales Obst) mit Abenteuerspielplatz, Hofladen und Gastronomie gestaltet ist.

## Geographie
Das Dorf liegt 1,5 km nordnordöstlich von Blekendorf und zwei Kilometer südwestlich des Sehlendorfer Binnensees.

## Ur- und Frühgeschichte
Die Langbetten auf dem Ruserberg, eine jungsteinzeitliche Megalithanlage der Trichterbecherkultur (TBK) aus der Zeit um 3500–2800 v. Chr., befinden sich 1,5 Kilometer nördlich des Dorfes. In der älteren archäologischen Literatur werden diese Langbetten unter dem Fundort Futterkamp geführt.
Außerdem befinden sich die archäologischen Überreste des slawischen Burgwalls Hochborre (8.–10. Jahrhundert, später bis ins 15. Jahrhundert wieder/weiter bewohnt) und der beiden mittelalterlichen Turmhügelburgen Großer Schlichtenberg (11.–14. Jahrhundert) und Kleiner Schlichtenberg (14. Jahrhundert) in unmittelbarer Nähe des Dorfes, etwa 1,5–2,5 Kilometer nordöstlich in Richtung Sehlendorfer Binnensee im Tal der Mühlenau.

## Geschichte
Futterkamp (ältere Schreibweisen Foderkamp und Voderkamp) war ein Adliges Gut, dessen Besitzer seit dem 15. Jahrhundert nachgewiesen werden können. Der Bezirk des Gutes reichte weit über das Gut Futterkamp hinaus und schloss die Dörfer Blekendorf, Friederikenthal, Sechendorf und Sehlendorf und eine Reihe weiterer Wohnplätze sowie den Sehlendorfer Binnensee mit ein. Im 19. Jahrhundert hatte der gesamte Bezirk eine Größe von 3483 Steuertonnen (= 19,04 Quadratkilometer). 1835 lebten 993 Einwohner im gesamten Gutsbezirk, 1855 waren es 1065 Einwohner.
Bis zur preußischen Kreisreform von 1867 gehörte der Gutsbezirk Futterkamp wie viele andere holsteinische Gutsbezirke keinem Amt oder Kreis an, war also eine Verwaltungseinheit, die lediglich der Landesherrschaft unterstellt war. Von 1867 bis 1928 erfüllte der Gutsbezirk weiter die Funktion der untersten Verwaltungseinheit (Gemeinde) innerhalb des Kreises Plön. Am 30. September 1928 wurde der Gutsbezirk dann größtenteils in die neu gebildete Gemeinde Blekendorf eingemeindet, ein kleinerer Teil wurde Teil der Gemeinde Kaköhl, die 1938 dann ebenfalls Teil der Gemeinde Blekendorf wurde.

## Gutsbesitzer
- 1430: Emeke v. Rathlow († nach 1430)
- 1459: Wolf v. Rathlow († nach 1459)
- 1479: Emeke/Emelin v. Rathlow († 1500 gefallen)
- 1523: Wolf v. Rathlow († nach 1523)
- 1533: Schack v. Rantzau; darauf Johann v. Rantzau
- 1538: Otto v. Pogwisch († 1543)
- 1544: Otto v. Pogwisch († nach 1586)
- 1568: Johann v. Rathlow († 1568)
- 1578: Hinrich v. Rathlow († vor 1616) verkauft; darauf Casper v. Rantzau
- 1603: Otto v. Reventlow
- 1681: Henning v. Buchwaldt († 1713) gekauft
- 1711: Casper v. Buchwaldt († 1731)
- 1731: Joachim v. Buchwaldt († nach 1735) verkauft
- 1735: Grafen von Platen
- 1855: Reichsgraf Georg Wilhelm Friedrich Graf von Platen-Hallermundt zu Weißenhaus